# Filmfare Awards (1995)
40-я церемония награждения Filmfare Awards прошла в городе Бомбей 25 февраля 1995 года. На ней были отмечены лучшие киноработы на хинди, вышедшие в прокат до конца 1994 года.

## Список лауреатов и номинантов
Лауреаты премии в игровых и музыкальных категориях выделены полужирным шрифтом на золотом фоне, а также, по возможности, представлены фотографиями.

### Основные премии
| Категории                            | Фото лауреатов          | Лауреаты и номинанты                                                                              | Фильмы                                                  | Роли                                                    |
| ------------------------------------ | ----------------------- | ------------------------------------------------------------------------------------------------- | ------------------------------------------------------- | ------------------------------------------------------- |
| Лучший фильм                         | Лучший фильм            | • «1942: A Love Story» (реж. и прод. Видху Винод Чопра)                                           | • «1942: A Love Story» (реж. и прод. Видху Винод Чопра) | • «1942: A Love Story» (реж. и прод. Видху Винод Чопра) |
| Лучший фильм                         | Лучший фильм            | • «Хочу жениться на дочери миллионера» (реж. Раджкумар Сантоши, прод. Винай Кумар и Шанти Синха)  |                                                         |                                                         |
| Лучший фильм                         | Лучший фильм            | • «Кто я для тебя?» (реж. Сурадж Барджатья, прод. Аджит Кумар, Камал Кумар и Раджкумар Барджатия) |                                                         |                                                         |
| Лучший фильм                         | Лучший фильм            | • «Krantiveer» (реж. и прод. Мехул Кумар)                                                         |                                                         |                                                         |
| Лучший фильм                         | Лучший фильм            | • «Шакал» (реж. Раджив Рай, прод. Гулшан Рай)                                                     |                                                         |                                                         |
| Лучшая режиссёрская работа           |                         | • Мехул Кумар                                                                                     | «Krantiveer»                                            | «Krantiveer»                                            |
| Лучшая режиссёрская работа           | • Раджив Рай            | «Шакал»                                                                                           | «Шакал»                                                 |                                                         |
| Лучшая режиссёрская работа           | • Раджкумар Сантоши     | «Хочу жениться на дочери миллионера»                                                              | «Хочу жениться на дочери миллионера»                    |                                                         |
| Лучшая режиссёрская работа           | • Сурадж Барджатья      | «Кто я для тебя?»                                                                                 | «Кто я для тебя?»                                       |                                                         |
| Лучшая режиссёрская работа           | • Видху Винод Чопра     | «1942: A Love Story»                                                                              | «1942: A Love Story»                                    |                                                         |
| Лучшая мужская роль                  |                         | • Аамир Хан                                                                                       | «Хочу жениться на дочери миллионера»                    | Амар Манохар                                            |
| Лучшая мужская роль                  | • Акшай Кумар           | «С любовью не шутят»                                                                              | Виджай Сайгал                                           |                                                         |
| Лучшая мужская роль                  | • Анил Капур            | «1942: A Love Story»                                                                              | Нарендра Сингх                                          |                                                         |
| Лучшая мужская роль                  | • Нана Патекар          | «Krantiveer»                                                                                      | Пратап Нараян Тилак                                     |                                                         |
| Лучшая женская роль                  |                         | • Каджол                                                                                          | «С любовью не шутят»                                    | Сапна Баннерджи                                         |
| Лучшая женская роль                  | • Мадхури Дикшит        | «Каприз»                                                                                          | стюардесса Шивани Чопра                                 |                                                         |
| Лучшая женская роль                  | • Мадхури Дикшит        | «Кто я для тебя?»                                                                                 | Ниша Чаудхари                                           |                                                         |
| Лучшая женская роль                  | • Маниша Коирала        | «1942: A Love Story»                                                                              | Раджешвари «Радджо» Патхак                              |                                                         |
| Лучшая женская роль                  | • Шридеви               | «Дорогая»                                                                                         | владелица фабрики Шитал                                 |                                                         |
| Лучшая мужская роль второго плана    |                         | • Анупам Кхер                                                                                     | «Кто я для тебя?»                                       | профессор Сидхарх Чаудхари                              |
| Лучшая мужская роль второго плана    | • Джеки Шрофф           | «1942: A Love Story»                                                                              | Шубханкар                                               |                                                         |
| Лучшая мужская роль второго плана    | • Мохниш Бехл           | «Кто я для тебя?»                                                                                 | Раджеш                                                  |                                                         |
| Лучшая мужская роль второго плана    | • Саиф Али Хан          | «Не пытайся меня переиграть»                                                                      | Дипак Кумар                                             |                                                         |
| Лучшая мужская роль второго плана    | • Сунил Шетти           | «Любовные потрясения»                                                                             | Викрам                                                  |                                                         |
| Лучшая женская роль второго плана    |                         | • Аруна Ирани                                                                                     | «Неудачное замужество»                                  | Аша Шарма                                               |
| Лучшая женская роль второго плана    | • Димпл Кападия         | «Krantiveer»                                                                                      | Мегха Диксит                                            |                                                         |
| Лучшая женская роль второго плана    | • Равина Тандон         | «Дорогая»                                                                                         | секретарь Каджал                                        |                                                         |
| Лучшая женская роль второго плана    | • Рима Лагу             | «Кто я для тебя?»                                                                                 | миссис Чоудхари                                         |                                                         |
| Лучшая женская роль второго плана    | • Ренука Шахан          | «Кто я для тебя?»                                                                                 | Пуджа Чоудхари                                          |                                                         |
| Лучшее исполнение комической роли    |                         | • Кадер Хан                                                                                       | «Не пытайся меня переиграть»                            | Рам Лал, комиссар полиции                               |
| Лучшее исполнение комической роли    | • Лакшмикант Берде      | «Кто я для тебя?»                                                                                 | Лаллу Прасад                                            |                                                         |
| Лучшее исполнение комической роли    | • Шакти Капур           | «Хочу жениться на дочери миллионера»                                                              | «криминальный гений» Годо                               |                                                         |
| Лучшее исполнение комической роли    | • Шакти Капур           | «Раджа Бабу»                                                                                      | Нанду                                                   |                                                         |
| Лучшее исполнение комической роли    | • Пареш Равал           | «Шакал»                                                                                           | Кашинатх Саху                                           |                                                         |
| Лучшее исполнение отрицательной роли |                         | • Дэнни Дензонгпа                                                                                 | «Krantiveer»                                            | Чатур Сингх Чита                                        |
| Лучшее исполнение отрицательной роли | «Парень в тёмных очках» | • Дэнни Дензонгпа                                                                                 | убийца Дилавар Сингх                                    |                                                         |
| Лучшее исполнение отрицательной роли | • Пареш Равал           | «Virasat»                                                                                         |                                                         |                                                         |
| Лучшее исполнение отрицательной роли | • Насируддин Шах        | «Шакал»                                                                                           | Джиндал                                                 |                                                         |
| Лучшее исполнение отрицательной роли | • Шахрух Хан            | «Каприз»                                                                                          | Виджай Агнихотри                                        |                                                         |
| Лучший дебют                         |                         | • Табу                                                                                            | «Парень в тёмных очках»                                 | Мохини «Мона»                                           |
| Lux New Face of the Year             |                         | • Сонали Бендре                                                                                   | «Испепеляющая страсть»                                  | Парул                                                   |

### Музыкальные премии
| Категории                       | Фото лауреатов          | Лауреаты и номинанты         | Фильмы                       | Песни                        |
| ------------------------------- | ----------------------- | ---------------------------- | ---------------------------- | ---------------------------- |
| Лучшая музыка к песне           |                         | • Ану Малик                  | «Не пытайся меня переиграть» | «Не пытайся меня переиграть» |
| Лучшая музыка к песне           | • Дилип и Самир Сен     | «С любовью не шутят»         | «С любовью не шутят»         |                              |
| Лучшая музыка к песне           | • Рамлаксман            | «Кто я для тебя?»            | «Кто я для тебя?»            |                              |
| Лучшая музыка к песне           | • Р. Д. Бурман          | «1942: A Love Story»         | «1942: A Love Story»         |                              |
| Лучшая музыка к песне           | • Виджу Шах             | «Шакал»                      | «Шакал»                      |                              |
| Лучшие слова к песне            |                         | • Ананд Бакши                | «Шакал»                      | «Tu Chij»                    |
| Лучшие слова к песне            | • Дев Кохли             | «Кто я для тебя?»            | «Hum Aapke Hain Koun»        |                              |
| Лучшие слова к песне            | • Джавед Ахтар          | «1942: A Love Story»         | «Ek ladki ko dekha»          |                              |
| Лучшие слова к песне            | • Самир                 | «С любовью не шутят»         | «Ole Ole»                    |                              |
| Лучший мужской закадровый вокал |                         | • Абхиджит Бхаттачарья       | «С любовью не шутят»         | «Ole Ole»                    |
| Лучший мужской закадровый вокал | • Кумар Сану            | «1942: A Love Story»         | «Ek Ladki Ko Dekha»          |                              |
| Лучший мужской закадровый вокал | • С. П. Баласубраманьям | «Кто я для тебя?»            | «Hum Aapke Hain Koun»        |                              |
| Лучший мужской закадровый вокал | • Удит Нараян           | «Шакал»                      | «Tu Chij»                    |                              |
| Лучший женский закадровый вокал |                         | • Алиша Чинай                | «Парень в тёмных очках»      | «Ruk Ruk»                    |
| Лучший женский закадровый вокал | • Алка Ягник            | «Не пытайся меня переиграть» | «Chora ke Dil Mera»          |                              |
| Лучший женский закадровый вокал | • Алка Ягник            | «Парень в тёмных очках»      | «Raah Mein»                  |                              |
| Лучший женский закадровый вокал | • Кавита Кришнамурти    | «Шакал»                      | «Tu Chij»                    |                              |
| Лучший женский закадровый вокал | • Кавита Кришнамурти    | «1942: A Love Story»         | «Pyar Hua Chupke Se»         |                              |

### Премии критиков
| Категории                   | Фото лауреатов              | Лауреаты                                                    | Фильмы                                                      | Роли                                                        |
| --------------------------- | --------------------------- | ----------------------------------------------------------- | ----------------------------------------------------------- | ----------------------------------------------------------- |
| Лучший художественный фильм | Лучший художественный фильм | • «Королева бандитов» (реж. Шекхар Капур, прод. Бобби Беди) | • «Королева бандитов» (реж. Шекхар Капур, прод. Бобби Беди) | • «Королева бандитов» (реж. Шекхар Капур, прод. Бобби Беди) |
| Лучшая роль                 |                             | • Фарида Джалал                                             | «Маммо»                                                     | Маммо                                                       |
| Лучший документальный фильм | Лучший документальный фильм | • «Manzar» (реж. Гопи Десаи)                                | • «Manzar» (реж. Гопи Десаи)                                | • «Manzar» (реж. Гопи Десаи)                                |

### Технические премии
| Категории                            | Лауреаты                          | Фильмы               |
| ------------------------------------ | --------------------------------- | -------------------- |
| Лучшая постановка боевых сцен        | • Рави Деван                      | «Anth»               |
| Лучший диалог                        | • К. К. Сингх                     | «Krantiveer»         |
| Лучший монтаж                        | • Рену Салуджа                    | «Каран и Арджун»     |
| Лучший сюжет                         | • К. К. Сингх                     | «Krantiveer»         |
| Лучший сценарий                      | • Сурадж Барджатья                | «Кто я для тебя?»    |
| Лучшая операторская работа           | • Бинод Прадхан                   | «1942: A Love Story» |
| Лучшая хореография                   | • Чинни Пракаш                    | «Шакал» — «Tu Chij»  |
| Лучший звук                          | • Джитендра Чаудхари, Намита Наяк | «1942: A Love Story» |
| Лучшая работа художника-постановщика | • Нитин Десаи                     | «1942: A Love Story» |

### Особые премии
| Категории                  | Фото лауреатов          | Лауреаты                  |
| -------------------------- | ----------------------- | ------------------------- |
| Премия имени Раджа Капура  |                         | • актёр Шамми Капур       |
| Премия имени Раджа Капура  | • актриса Вахида Рехман |                           |
| Специальная премия         |                         | • певица Лата Мангешкар   |
| Премия имени Р. Д. Бурмана |                         | • композитор А. Р. Рахман |

## Наибольшее количество номинаций и побед
- «1942: A Love Story» — 12 (8)
- «Кто я для тебя?» — 12 (4)
- «Шакал» — 9 (1)
- «Krantiveer» — 7 (4)
- «С любовью не шутят» — 5 (0)